# Bahrain Victorious/2024
Deze pagina geeft een overzicht van de UCI World Tour-wielerploeg Bahrain Victorious in 2024.

## Algemeen
Algemeen manager: Milan Eržen
Teammanagers: Gorazd Štangelj
Ploegleiders: Borut Božič, Sonny Colbrelli, Xavier Florencio, Andrea Fusaz, Michał Gołaś, Timothy Kennaugh, Roman Kreuziger, Vladimir Miholjević, Franco Pellizotti, Enrico Poitschke, Neil Stephens
Coaches: Ioannis Tamouridis, Loïc Segaert
Fietsen: Merida
Banden: Continental AG

## Renners
| Naam                  | Geboortedatum | Nationaliteit       | Ploeg 2023              |
| --------------------- | ------------- | ------------------- | ----------------------- |
| Yukiya Arashiro       | 22-09-1984    | Japan               |                         |
| Nikias Arndt          | 18-11-1991    | Duitsland           |                         |
| Phil Bauhaus          | 08-06-1994    | Duitsland           |                         |
| Peio Bilbao           | 25-02-1990    | Spanje              |                         |
| Alberto Bruttomesso   | 30-10-2003    | Italië              | Cycling Team Friuli ASD |
| Santiago Buitrago     | 26-09-1999    | Colombia            |                         |
| Nicolò Buratti        | 07-07-2001    | Italië              |                         |
| Damiano Caruso        | 12-10-1987    | Italië              |                         |
| Matevž Govekar        | 17-04-2000    | Slovenië            |                         |
| Kamil Gradek          | 17-09-1990    | Polen               |                         |
| Jack Haig             | 06-09-1993    | Australië           |                         |
| Rainer Kepplinger     | 19-08-1997    | Oostenrijk          |                         |
| Ahmed Madan           | 25-08-2000    | Bahrein             |                         |
| Fran Miholjević       | 02-08-2002    | Kroatië             |                         |
| Matej Mohorič         | 19-10-1994    | Slovenië            |                         |
| Andrea Pasqualon      | 02-01-1988    | Italië              |                         |
| Finlay Pickering      | 27-01-2003    | Verenigd Koninkrijk | Trinity Racing          |
| Wout Poels            | 01-10-1987    | Nederland           |                         |
| Johan Price-Pejtersen | 26-05-1999    | Denemarken          |                         |
| Dušan Rajović         | 19-11-1997    | Servië              |                         |
| Cameron Scott         | 04-01-1998    | Australië           |                         |
| Robert Stannard**     | 16-09-1998    | Australië           | Alpecin-Deceuninck      |
| Jasha Sütterlin       | 04-11-1992    | Duitsland           |                         |
| Antonio Tiberi        | 24-06-2001    | Italië              |                         |
| Torstein Træen        | 16-07-1995    | Noorwegen           | Uno-X Pro Cycling Team  |
| Sergio Tu             | 24-02-1997    | Taiwan              |                         |
| Łukasz Wiśniowski*    | 07-12-1991    | Polen               | EF Education-EasyPost   |
| Alfred Wright         | 13-06-1999    | Verenigd Koninkrijk |                         |
| Edoardo Zambanini     | 21-04-2001    | Italië              |                         |

* vanaf 1/3
** vanaf 19/8

### Stagiairs
Per 1 augustus 2024
| Naam               | Geboortedatum | Nationaliteit | Vorige ploeg                          |
| ------------------ | ------------- | ------------- | ------------------------------------- |
| Daniel Skerl       | 21-03-2003    | Italië        | CTF Victorious                        |
| Max van der Meulen | 13-01-2004    | Nederland     | CTF Victorious                        |
| Vlad Van Mechelen  | 02-06-2004    | België        | Development Team dsm-firmenich PostNL |

### Vertrokken
| Renner              | Geboortedatum | Nationaliteit | Ploeg 2024           |
| ------------------- | ------------- | ------------- | -------------------- |
| Heinrich Haussler   | 25-02-1984    | Australië     | Gestopt              |
| Mikel Landa         | 13-12-1989    | Spanje        | Soudal-Quick Step    |
| Filip Maciejuk      | 03-09-1999    | Polen         | BORA-hansgrohe       |
| Gino Mäder          | 04-01-1997    | Zwitserland   | Overleden            |
| Jonathan Milan      | 01-10-2000    | Italië        | Lidl-Trek            |
| Hermann Pernsteiner | 07-08-1990    | Oostenrijk    | Team Felt-Felbermayr |

## Overwinningen
| Ronde van Valencia 2e etappe: Matej Mohorič Jongerenklassement: Santiago Buitrago Ploegenklassement: *1) Ronde van Antalya 2e etappe: Matevž Govekar Tirreno-Adriatico 3e etappe: Phil Bauhaus Parijs-Nice 4e etappe: Santiago Buitrago Ronde van Catalonië Ploegenklassement: *2) Ronde van de Alpen Jongerenklassement: Antonio Tiberi Ploegenklassement: *3) | Ronde van Hongarije 5e etappe: Wout Poels Ronde van Italië Jongerenklassement: Antonio Tiberi Ronde van Zwitserland 4e etappe: Torstein Træen Ronde van Slovenië 2e etappe: Phil Bauhaus 4e etappe: Pello Bilbao Ronde van Groot-Brittannië 6e etappe: Matevž Govekar Ronde van Luxemburg Eindklassement: Antonio Tiberi Jongerenklassement: Antonio Tiberi | Ronde van Huangshan 1e etappe: Dušan Rajović Ronde van Guangxi 6e etappe: Matevž Govekar |

*1) Ploeg Ronde van Valencia: Arashiro, Bilbao, Buitrago, Buratti, Gradek, Kepplinger, Mohorič
*2) Ploeg Ronde van Catalonië: Buratti, Caruso, Haig, Poels, Tiberi, Træen, Zambanini
*3) Ploeg Ronde van de Alpen: Bruttomesso, Pickering, Poels, Træen, Tu
2017 · 2018 · 2019 · 2020 · 2021 · 2022 · 2023 · 2024 · 2025
Alpecin-Deceuninck · Arkéa-B&B Hotels · Astana Qazaqstan · Bahrain Victorious · BORA-hansgrohe · Cofidis · Decathlon AG2R La Mondiale · EF Education-EasyPost · Groupama-FDJ · INEOS Grenadiers · Intermarché-Wanty · Lidl-Trek · Movistar Team · Soudal Quick-Step · dsm-firmenich PostNL · Jayco AlUla · UAE Team Emirates · Visma-Lease a Bike